# Erupcions del Puyehue del 2011

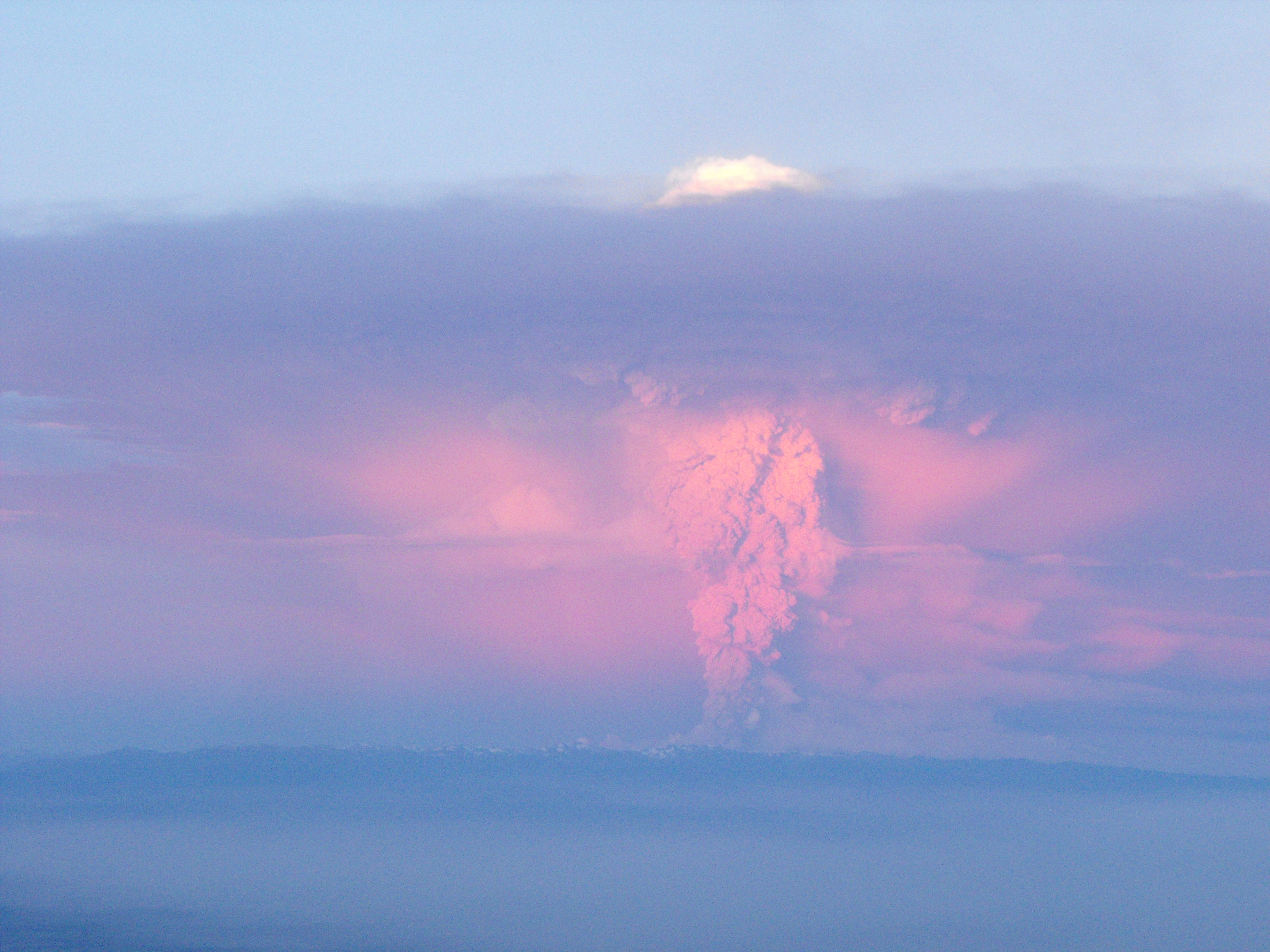
Núvol cendra volcànica el 5 de juny de 2011.

Les erupcions del Puyehue del 2011 van ser una sèrie d'esdeveniments volcànics que esdevingueren al volcà Puyehue a Xile i les seves conseqüències socials, polítiques i econòmiques als països del Con Sud.
L'activitat sísmica va començar a finals d'abril del 2011, arribant a l'erupció volcànica el 4 de juny. Almenys 3.500 persones van ser evacuades a les àrees properes, mentre que el núvol cendra volcànica va assolir la ciutat de Bariloche, a l'Argentina, on l'aeroport local va haver de ser tancat temporalment.
Tot i que les erupcions procedeixen del volcà Puyehue, no se sap amb fermesa si es van originar al Puyehue o al Cordón Caulle, una fissura volcànica adjacent. Cordón Caulle va erupcionar en moltes oportunitats al llarg de la història, amb l'erupció més recent el 1960, mentre que el Puyehue ha estat inactiu fins al moment. L'erupció de 1960 va causar una gran destrucció, al costat del terratrèmol de Valdívia que va tenir lloc uns dies abans.
El núvol cendra volcànica va afectar seriosament el trànsit aeri de Xile, de l'Argentina, de l'Uruguai, del sud del Brasil, i fins i tot de Nova Zelanda i d'Austràlia. El 12 de juny de 2011 molts vols van ser cancel·lats amb procedència o destinació Melbourne, la segona ciutat més gran d'Austràlia, principalment a causa dels vents que van portar el núvol cap a aquests països de l'hemisferi sud.